# Ophiopteris
Ophiopteris is een geslacht van slangsterren uit de familie Ophiocomidae.

## Soorten
- Ophiopteris antipodum E.A. Smith, 1877
- Ophiopteris papillosa (Lyman, 1875)